# Hendea oconnori
Hendea oconnori är en spindeldjursart som beskrevs av Forster 1954. Hendea oconnori ingår i släktet Hendea och familjen Triaenonychidae. Inga underarter finns listade i Catalogue of Life.